# Zoku owarimonogatari
Zoku Owarimonogatari (続・終物語?) es una novela ligera japonesa escrita por Nisio Isin e ilustrada por el ilustrador taiwanés Vofan. Es el décimo octavo volumen de la saga de novelas Monogatari escritas por Nishio Ishin. Una adaptación a serie de anime realizada por Shaft y dirigida por Akiyuki Shinbo se emitió el 3 de marzo de 2019.

## Sinopsis
“Estoy tan feliz ahora, pero… de alguna manera creo que todo esto es una mentira.” Despertando sin la ayuda de sus hermanas, ¿cuál es el nuevo mundo que Koyomi Araragi, quien acaba de convertirse en un don nadie, va a enfrentar…? La continuación de su historia. ¡Se trata de las rarezas de hoy en día! ¡Rarezas! ¡Rarezas! La historia que crece con nosotros.

## Personajes
Los personajes participantes en esta historia son:
- Araragi Koyomi:

Personaje principal y narrador de la historia.
- Araragi Karen:

Es la hermana menor de Koyomi y mayor de Tsukihi. En el anime es interpretada por Kitamura Eri.
- Araragi Tsukihi:

Hermana menor de Koyomi y Karen, Es la reencarnación de un supuesto Fénix. En el anime es interpretada Iguchi Yuka.
- Senjōgahara Hitagi.
- Hachikuji Mayoi.
- Sengoku Nadeko.
- Suruga Kanbaru.
- Hanekawa Tsubasa.
- Oshino Shinobu:

Interpretada por Maaya Sakamoto.
- Kagenui Yozuru:

Es una especialista al igual que Oshino Meme y Kaiki Deishū, sin embargo ella elimina excentricidades en lugar de mantener el balance. Es una antigua compañera de universidad de Oshino y Kaiki, y antigua integrante del club en el que ellos estaban en la universidad, "El club de investigación de lo oculto". Es quien busca a Tsukihi. Es interpretada por Ryoko Shiraishi.
- Ononoki Yotsugi:

Familiar de Kagenui Yozuru. Interpretada por Saori Hayami.
- Kaiki Deishū:

Es el estafador que puso en bancarrota a la familia de Senjōgahara y quien hizo enfermar a Karen. También quien vendió la maldición de Sengoku. Es un especialista al igual que Oshino Meme y Kagenui Yozuru, sin embargo él se dedica a estafar y vender conjuros, talismanes y maldiciones principalmente a estudiantes de secundaria, es antiguo integrante de "El club de investigación de lo oculto" y compañero de universidad de Oshino y Kagenui. Es interpretado por Shinichiro Miki.

## Episodios
| EPISODIOS | FECHA      | TITULO         | EDITORIAL |
| --------- | ---------- | -------------- | --------- |
| 1         | 3 de MARZO | REVERSE KOYOMI | SHAFT     |
|           |            |                |           |
|           |            |                |           |